# Guerra franco-síria
A Guerra Franco-Síria ocorreu durante 1920 entre os governantes Hachemitas do recém-criado Reino Árabe da Síria e a França. Durante uma série de confrontos, que tiveram o seu clímax na Batalha de Maysalun, as forças francesas derrotaram as forças do monarca hachemita Rei Faiçal e seus partidários, entrando em Damasco em 24 de Julho de 1920. Um novo governo pró-francês foi declarado na Síria em 25 de Julho, liderado por 'Alaa al-Din al-Darubi.  e eventualmente a Síria foi dividida em vários estados clientes sob o Mandato Francês da Síria e do Líbano. O governo Britânico, preocupado com sua posição no novo mandato no Iraque, concordou em declarar o fugitivo Faisal como o novo rei do Iraque.

## Origens
Perto do fim da Primeira Guerra Mundial, as forças Expedicionárias Egípcias de Edmund Allenby capturaram Damasco em 30 de Setembro de 1918, e pouco depois em 3 de Outubro de 1918, o governante hachemita Faiçal também entrou em Damasco, nos estágios finais da Revolta Árabe contra os Otomanos Em 5 de Outubro de 1919, com a permissão do general Allenby, Faiçal anunciou o estabelecimento de um governo constitucional Árabe em Damasco.
Após a implementação do Acordo Sykes-Picot de 1916, que dividiu os remanescentes ocupados do Império Otomano entre a França e a Grã-Bretanha, a administração militar francesa foi estabelecida no Levante. O General Henri Gouraud foi nomeado representante do governo Francês no Oriente Médio e comandante do Exército Francês do Levante, centrado na Síria.
Embora os eventos sido conhecidos na Europa e acabassem por transformar o Reino Árabe da Síria em um mandato francês, também catalisaria as sociedades nacionalistas sírias como a al-Fatat (a Sociedade Árabe Jovem) a se preparar para um congresso nacional. Essas sociedades nacionalistas sírias defendiam a completa independência de um Reino Árabe, unindo o mundo árabe sob o governante Hachemita Faiçal. A primeira sessão oficial do Congresso Sírio foi realizada em 3 de Junho de 1919 e o membro da al-Fatat Hashim al-Atassi foi eleito o seu presidente. Em 25 de Junho, a Comissão King-Crane chegou a Damasco para uma enxurrada de panfletos que diziam "Independência ou Morte". Em 2 de Julho de 1919, o Congresso sírio aprovou uma série de resoluções relativas à formação da Síria como uma monarquia constitucional completamente independente, com Faiçal como rei, pedindo a ajuda dos Estados Unidos e a recusa de quaisquer direitos reivindicados pelos Franceses. As esperanças de Faiçal de que ou os britânicos ou americanos viessem em seu auxílio e interviessem contra os franceses rapidamente desapareceram com o que muitos consideram o catalisador decisivo para a criação e a destruição do Reino Árabe da Síria: o Acordo Anglo-Francês. O acordo Anglo-Francês previa a retirada das tropas Britânicas da Síria e sinalizava o fim do envolvimento militar Britânico na Síria.
Eventualmente, Faiçal seria forçado a entrar em negociações com Clemenceau em Janeiro de 1920, estipulando que os Franceses sustentariam a existência do estado sírio e não estacionariam tropas na Síria enquanto o governo Francês permanecesse como o único governo que fornecesse conselheiros, conselheiros e especialistas técnicos. As notícias desse compromisso não agradavam aos partidários veementemente anti-Franceses e independentes de Faisal que imediatamente pressionaram Faiçal a reverter o seu compromisso com a França, o que ele fez.

## Cronologia de guerra

### Revoltas em todo o país

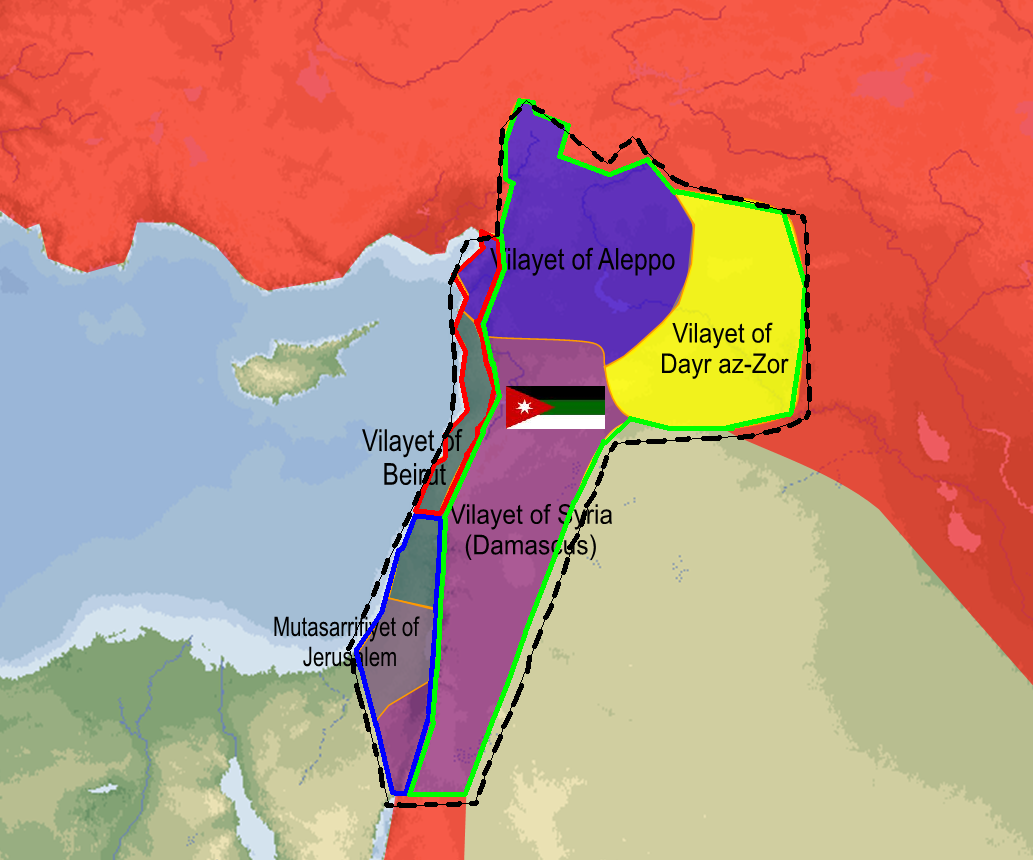
Mapa do Reino Árabe da Síria, declarado em 8 de Março de 1920

No rescaldo das negociações de Clemenceau em Janeiro de 1920, ataques violentos contra forças francesas ocorreram esporadicamente na Síria e efetivamente o Congresso sírio reuniu-se em Março de 1920 para declarar Faiçal o rei da Síria, bem como para estabelecer oficialmente o Reino Árabe da Síria. Hashim al-Atassi como primeiro-ministro. Um independente Reino Árabe da Síria foi proclamado em Damasco em 8 de Março de 1920, em uma aparente disputa com os Franceses sobre a natureza de seu governo.
Esta ação foi imediatamente repudiada pelos britânicos e franceses e a Conferência de San Remo foi convocada pela Liga das Nações em Abril de 1920 para estabelecer explicitamente o mandato dos franceses sobre a Síria. Em pouco tempo, a guerra dos nacionalistas Árabes-Sírios com os franceses se tornou numa campanha devastadora para o novo proclamado Reino Árabe da Síria. Vários incidentes violentos na região iniciados por milícias árabes, como a Batalha de Tel Hai, levaram a mais apoio internacional dos Franceses.
Tendo a Liga das Nações dado o Mandato Francês da Síria como planejado, o General Francês Gouraud emitiu um ultimato ao governo Sírio para desmantelar suas tropas e se submeter ao controle francês. Preocupado com os resultados de uma longa batalha sangrenta com os Franceses, o próprio Rei Faiçal rendeu-se em 14 de Julho de 1920, mas a sua mensagem não chegou ao general e ao ministro da Defesa do Rei Faiçal, Yusuf al-'Azma, que ignorando o rei, liderou um exército paraa Maysalun para defender o Reino Árabe Sírio do avanço Francês. O governo Hachemita de Damasco submeteu-se relutantemente ao ultimato francês e dissolveu as suas tropas.

### Batalha de Maysalun
Apesar da aceitação pelo Rei Faiçal do ultimato da França, Yusuf al-'Azma recusou-se a ceder. Ele reuniu um pequeno corpo de soldados e civis desbaratados, mal armados em relação ao bem equipado exército francês profissional e os levou a Maysalun. Embora ele não tivesse ilusões sobre o resultado da batalha, al-'Azma queria deixar claro que a Síria não se renderia sem lutar, a fim de negar qualquer legitimidade à ocupação Francesa. A Batalha de Maysalun resultou numa derrota esmagadora da Síria. As forças francesas sob o comando do General Mariano Goybet derrotaram facilmente as forças sírias. Yusuf al-'Azma foi morto na batalha.

### Fase Final

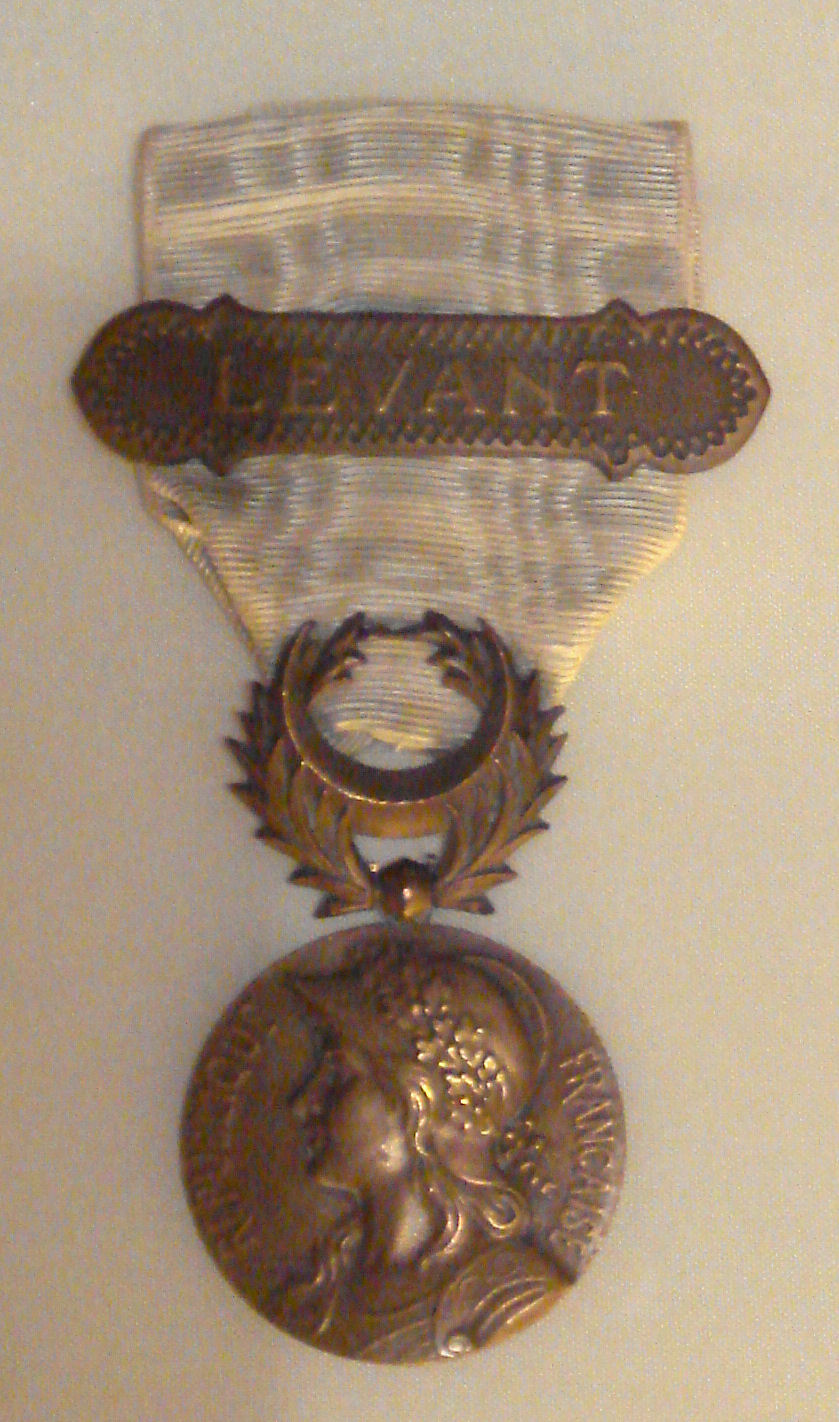
Prémio aos veteranos franceses - a lei de medalha Cilícia Levante 18 de Julho de 1922

A fase final da guerra ocorreu em 24 de Julho de 1920, quando as forças francesas entraram em Damasco sem qualquer resistência. No dia seguinte, o Reino Árabe da Síria foi abolido e o governo francês foi oficialmente reinstalado.

## Rescaldo
Após a conferência de San Remo e a derrota da monarquia de curta duração do Rei Faiçal na Síria, na Batalha de Maysalun, o general Francês Henri Gouraud estabeleceu a administração civil no território. A região do mandato foi subdividida em seis estados. Eles eram os estados de Damasco (1920), Estado de Alepo (1920), Estado Alauíta (1920), Jabal al-Druze (1921), o autónomo Sanjaco de Alexandreta (1921) (atual Hatay) e o Estado do Grande Líbano (1920), que se tornou mais tarde o país moderno do Líbano.